# وزارة أحمد نجيب الهلالي باشا الثانية
وزارة أحمد نجيب الهلالي باشا الثانية هي الوزارة التاسعة والستون في مصر، صدر المرسوم الملكي بتشكيلها في 22 يوليو 1952.:526:527

## أعضاء الحكومة
| الوزارة                      | الوزير                          |
| ---------------------------- | ------------------------------- |
| رئيس مجلس الوزراء            | أحمد نجيب الهلالي باشا          |
| وزير الحربية والبحرية        | إسماعيل شيرين بك                |
| وزير الداخلية                | أحمد مرتضى المراغي بك           |
| وزير الخارجية                | محمد عبد الخالق حسونة باشا      |
| وزير العدل                   | محمد كامل مرسي باشا             |
| وزير المالية والاقتصاد       | محمد زكي عبد المتعال باشا       |
| وزير الأشغال العمومية        | يوسف سعد بك                     |
| وزير المواصلات               | طراف علي باشا                   |
| وزير المعارف العمومية        | محمد رفعت باشا                  |
| وزير الشئون الاجتماعية       | راضي أبو سيف راضي باشا          |
| وزير الصحة العمومية          | سيد شكري بك                     |
| وزير الشئون البلدية والقروية | مريت غالي بك                    |
| وزير الأوقاف                 | محمد المفتي الجزايرلي باشا      |
| وزير الزراعة                 | حسين كامل الشيشيني باشا         |
| وزير التجارة والصناعة        | محمد فريد زعلوك باشا            |
| وزير التموين                 | طه محمد عبد الوهاب السباعي باشا |